# Ferdinand Berthoud
Ferdinand Berthoud, švicarski horolog in urar, * 19. marec 1727, Plancemont, Neuchâtel, Švica, † 20. junij 1807, Groslay, Seine et Oise, Francija.
Leta 1745 se je preselil v Pariz, kjer je postal slaven zaradi svojih natančnih in odličnih pomorskih kronometrov. Njegovo delo je nasledil nečak, Louis Berthoud (1759–1813).
Bil je član Kraljeve družbe iz Londona. Med drugim je leta 1763 napisal delo Essai sur l'horlogerie.